# Алекс Виго
Алекс Гамалијел Виго (шп. Alex Gamaliel Vigo; Коластине Сур, провинција Санта Фе, 28. април 1999) аргентински је фудбалер који тренутно наступа за Ривер Плејт.

## Биографија
Виго је рођен као Алекс Гомез по мајчином презимену, које је променио одлуком суда. Одрастао је на ранчу у месту Коластине Сур, плавном подручју у долини Паране.

## Каријера
Виго је 2009. године приступио академији фудбалског клуба Колон, а претходно је наступао за УНЛ. Први професионални уговор с клубом потписао је у јануару 2019. и за први тим дебитовао истог месеца. Ту је провео две године, а затим је у фебруару 2021. потписао за Ривер Плејт. После годину дана проведених у екипи, прослеђен је на једногодишњу позајмицу Индепендијентеу. Клуб није искористио могућност откупа уговора, док је према фудбалеру остао дуг од 24 милиона пезоса. Виго је у јануару 2023. приступио београдској Црвеној звезди, с којом је договорена једногодишња позајмица уз право откупа. Изабрао је дрес с бројем 13 који није коришћен од такмичарке 2014/15. Дебитовао је на пријатељском сусрету с Лудогорецом, током припрема у Анталији и постигао погодак за коначних 3 : 2 у корист противничког састава. Погодио је за минималну победу Црвене звезде на свом првом вечитом дербију. Непримерено је прославио погодак, због чега се након утакмице извинио.

## Статистика

### Клупска
Ажурирано 29. маја 2023.
| Клуб                       | Сезона   | Лига                | Лига | Лига | Куп | Куп | Лига куп | Лига куп | Континентално | Континентално | Остало | Остало | Укупно | Укупно |
| Клуб                       | Сезона   | Дивизија            |      | Гол  |     | Гол |          | Гол      |               | Гол           |        | Гол    |        | Гол    |
| -------------------------- | -------- | ------------------- | ---- | ---- | --- | --- | -------- | -------- | ------------- | ------------- | ------ | ------ | ------ | ------ |
|                            |          |                     |      |      |     |     |          |          |               |               |        |        |        |        |
| Колон                      | 2018/19. | Прва лига Аргентине | 6    | 0    | 0   | 0   | 1        | 0        | 3             | 0             | —      | —      | 10     | 0      |
| Колон                      | 2019/20. | Прва лига Аргентине | 14   | 0    | 0   | 0   | 1        | 0        | 7             | 0             | —      | —      | 22     | 0      |
| Колон                      | 2020/21. | Прва лига Аргентине | 10   | 0    | 1   | 0   | 0        | 0        | 0             | 0             | —      | —      | 11     | 0      |
| Колон                      | Укупно   | Укупно              | 30   | 0    | 1   | 0   | 2        | 0        | 10            | 0             | —      | —      | 43     | 0      |
|                            |          |                     |      |      |     |     |          |          |               |               |        |        |        |        |
| Ривер Плејт                | 2021.    | Прва лига Аргентине | 17   | 0    | 0   | 0   | 0        | 0        | 2             | 0             | —      | —      | 19     | 0      |
|                            |          |                     |      |      |     |     |          |          |               |               |        |        |        |        |
| Индепендијенте (позајмица) | 2022.    | Прва лига Аргентине | 35   | 1    | 4   | 0   | 0        | 0        | 3             | 0             | —      | —      | 42     | 1      |
|                            |          |                     |      |      |     |     |          |          |               |               |        |        |        |        |
| Црвена звезда (позајмица)  | 2022/23. | Суперлига Србије    | 13   | 3    | 3   | 0   | —        | —        | —             | —             | —      | —      | 16     | 3      |
| Црвена звезда (позајмица)  | 2023/24. | Суперлига Србије    | —    | —    | 0   | 0   | —        | —        | —             | —             | —      | —      | 0      | 0      |
| Црвена звезда (позајмица)  | Укупно   | Укупно              | 13   | 3    | 3   | 0   | —        | —        | —             | —             | —      | —      | 16     | 3      |
|                            |          |                     |      |      |     |     |          |          |               |               |        |        |        |        |
| Каријера                   | Каријера | Каријера            | 95   | 4    | 8   | 0   | 2        | 0        | 15            | 0             | —      | —      | 120    | 4      |
|                            |          |                     |      |      |     |     |          |          |               |               |        |        |        |        |

## Трофеји и награде
Ривер Плејт
- Прва лига Аргентине : 2021.[18]

Црвена звезда
- Суперлига Србије : 2022/23.[23]
- Куп Србије : 2022/23.[24]